# 地牢围攻2：两个世界
《末日危城2：兩個世界》（英語：In the Name of the King 2: Two Worlds）是2011年动作片、奇幻片、冒险片，导演乌维·鲍尔，主演杜夫·朗格、娜塔莎·迈尔兹、洛奇林·莫罗。前集是《末日危城：王者之役》。

## 剧情
中世纪的勇士“格兰杰”被派遣到一个被暴君“雷文”统治的国度，拯救那里的人民。
驍勇善戰的前特戰隊員格蘭傑接下祕密任務，去驗證一則古老的預言，不料卻在家中遭到一群歹徒突襲，當他解決刺客威脅後卻意外墜入時光通道，回到中世紀的烽火大地！原來此地的古老王國正受到名為「黑暗使徒」的邪惡勢力所控制，幸好身具異能的各路反抗鬥士陸續匯集在格蘭傑指揮下，他不只要擊敗「黑暗使徒」的統帥、令王國重返榮耀；同時也必須找出自己回家的路。

## 演员
| 演员                  | 角色       | 备注 |
| 杜夫·朗格             | 格兰杰     | 勇士 |
| 洛奇林·莫罗           | 雷文       | 暴君 |
| 娜塔莎·迈尔兹         | 曼哈顿     |      |
| 克里斯蒂娜·加斯则斯卡 | 圣母马利亚 |      |
| 迈克尔·亚当斯怀特     | 领主       |      |
| 麦克拉·曼             | 年轻女人   |      |

## 续集
该系列电影的第三部预计2014年上映，由多米尼克·珀塞尔担任主角。